# Gubernatorstwo Tauzar
Gubernatorstwo Tauzar (arab. ولاية توزر, fr. Gouvernorat de Tozeur) – jest jednym z 24 gubernatorstw w Tunezji, znajdujące się w zachodniej części kraju.